# Арзуманян, Микаэл Альбертович
Микаэл Альбертович Арзуманян (арм. Միքայել Ալբերտի Արզումանյան; род. 12 июля 1973, Степанакерт, НКАО, Азербайджанская ССР) — военный деятель непризнанной Нагорно-Карабахской Республики (НКР). Генерал-лейтенант. Министр обороны НКР — командующий Армией обороны с 27 октября 2020 по 11 сентября 2021 года.

## Биография
Родился 12 июля 1973 года в Степанакерте.
С 1991 по 1992 год во время Первой карабахской войны являлся добровольцем в роте Ашота Гуляна. Принимал участие в сражениях за Физули, Мардакерт, Аскеран и Кельбаджар. С 1992 по 1995 год — заместитель командира роты, командир батальона, командир полка. С 1995 по 1999 год Арзуманян командовал отдельным разведывательным батальоном.
В 1999 году окончил Ереванский государственный университет.
С 2000 по 2004 год — командующий воинской частью. Являлся слушателем Военной академии Министерства обороны Российской Федерации. Затем, находился на должности командира дивизии. В феврале 2018 года Арзуманян был освобождён от должности первого заместителя командира воинской части № 19916.
24 июня 2019 года его назначили заместителем командующего Армии обороны НКР. Спустя год, 21 июня 2020 года, он был освобождён от этой должности.
27 октября 2020 года Президент непризнанной НКР Араик Арутюнян назначил Арзуманяна министром обороны НКР — командующим Армией обороны. Его назначение произошло из-за ранения его предшественника Джалала Арутюняна в ходе Второй карабахской войны. Вместе с назначением на должность, Арзуманяну было присвоено звание генерал-лейтенанта.
30 августа 2022 года появились сообщения о том, что по пути из Нагорного Карабаха в Армению Арзуманян был задержан и доставлен в Следственный комитет Армении. 31 августа по истечении срока его временного задержания Арзуманян был освобожден. 1 сентября суд принял решение об аресте Арзуманяна. Стало известно, что Арзуманян был обвинён по статье 375 (о военной должностной халатности). По словам следствия, генерал-лейтенант Микаэл Арзуманян халатно исполнял свои служебные обязанности во время 44-дневной войны, что повлекло за собой тяжкие последствия: вооружённые силы Азербайджана полностью взяли под свой контроль Шушу и подступы к нему, а армянские подразделения понесли потери. По состоянию на 17 февраля 2025 года Арзуманян находился под стражей.

## Награды и звания
- Орден НКР «Боевой крест» I степени[7]
- Орден Республики Армения «Боевой крест» II степени[7]
- Медаль НКР «За освобождение Шуши»[7]
- Медаль Республики Армения «За заслуги перед Отечеством» II степени (2015)[11][7]